# Ordre de la Victoire (Azerbaïdjan)
L'ordre de la Victoire (en azéri : Zəfər ordeni) est une distinction honorifique de la république d'Azerbaïdjan. Il est créé en 2020 à l'occasion de la victoire du pays dans la deuxième guerre du Haut-Karabagh. 

## Historique
Le 11 novembre 2020, le président Ilham Aliyev, lors d'une réunion avec des militaires azerbaïdjanais blessés qui ont pris part à la deuxième guerre du Haut-Karabagh, annonce que de nouveaux ordres et médailles seraient établis en Azerbaïdjan et qu'il avait donné des instructions appropriées pour que soient récompensés des civils et des militaires qui ont fait preuve « d'héroïsme sur le champ de bataille et à l'arrière et se sont distingués dans cette guerre ». Le 20 novembre, lors d'une session plénière de l'Assemblée nationale, un projet tendant à compléter la loi sur « l'établissement des ordres et des médailles de la République d'Azerbaïdjan » est soumis aux députés pour discussion. L'ordre de la Victoire est créé le même jour en première lecture. 

## Statut
L'ordre de la Victoire est décerné pour « le grand professionnalisme dans la gestion des opérations de combat qui ont abouti à la libération de territoires, colonies, districts ou villes stratégiques ou importants, ainsi que la restauration des frontières de l'État ». Dans l'ordre de préséance, il est placé immédiatement après l'ordre Heydar Aliyev et devant l'ordre de Karabagh.

## Attribution
Le 9 décembre 2020, le président de l'Azerbaïdjan, Ilham Aliyev signe un décret pour attribuer la décoration à 33 officiers, dont deux à titre posthume. La liste des lauréats comprend Zakir Hasanov, ministre de la Défense, Vilayat Eyvazov, ministre des affaires intérieures, Eltchin Gouliyev, chef du service des frontières de l'État, Ali Naghiyev, chef du service de sécurité de l'État, Orkhan Soultanov, chef du service de renseignement extérieur, Ayaz Hasanov, chef d'état-major adjoint des forces armées azerbaïdjanaises, et Babak Samidli, commandant adjoint du 2e corps.